# منصف بقرار
منصف بكرار (مواليد 13 يناير 2001) هو لاعب كرة قدم جزائري محترف يلعب في مركز مهاجم لنادي نيويورك سيتي الدوري الأمريكي لكرة القدم ولمنتخب الجزائر الوطني.

## المسيرة الاحترافية
في 20 يوليو 2022، وقع بكرار عقدًا لمدة سنة مع نادي آيسترا. في 11 يوليو 2023، وقع بكرار عقدًا لمدة ثلاث سنوات ونصف مع نادي نيويورك سيتي .

## المسيرة الدولية
خاض بكرار أول مباراة له مع المنتخب الجزائري الأول في 22 مارس 2024، في مباراة ودية ضد منتخب بوليفيا.

## إحصائيات المسيرة

### الأندية
آخر تحديث 22 أكتوبر 2023.
| النادي                 | الموسم                 | الدوري                            | الدوري    | الدوري  | الكأس     | الكأس   | المسابقات القارية | المسابقات القارية | أخرى      | أخرى    | الإجمالي  | الإجمالي |
| النادي                 | الموسم                 | الدوري                            | المباريات | الأهداف | المباريات | الأهداف | المباريات         | الأهداف           | المباريات | الأهداف | المباريات | الأهداف  |
| ---------------------- | ---------------------- | --------------------------------- | --------- | ------- | --------- | ------- | ----------------- | ----------------- | --------- | ------- | --------- | -------- |
| وفاق سطيف              | 2020–21                | الرابطة الجزائرية المحترفة الأولى | 17        | 3       | —         | —       | 3                 | 1                 | —         | —       | 20        | 4        |
| وفاق سطيف              | 2021–22                | الرابطة الجزائرية المحترفة الأولى | 21        | 6       | —         | —       | 9                 | 0                 | —         | —       | 30        | 6        |
| وفاق سطيف              | الإجمالي               | الإجمالي                          | 38        | 9       | —         | —       | 12                | 1                 | —         | —       | 50        | 10       |
| نادي إسترا 1961        | 2022–23                | الدوري الكرواتي                   | 31        | 8       | 2         | 0       | —                 | —                 | —         | —       | 33        | 8        |
| نيويورك سيتي           | 2023                   | الدوري الأمريكي                   | 10        | 3       | —         | —       | —                 | —                 | 3         | 1       | 13        | 4        |
| الإجمالي الكلي للمسيرة | الإجمالي الكلي للمسيرة | الإجمالي الكلي للمسيرة            | 79        | 20      | 2         | 0       | 12                | 1                 | 3         | 1       | 96        | 22       |

1. ↑  جميع المشاركات في كأس الاتحاد الإفريقي
2. ↑  جميع المشاركات في دوري أبطال إفريقيا
3. ↑  جميع المشاركات في كأس الدوريات

## روابط خارجية
- منصف بقرار  على سكروي